# Thai Lion Air
Thai Lion Mentari Co., Ltd. (thailändisch ไทยไลอ้อนแอร์, kurz Thai Lion Air) ist eine thailändische Billigfluggesellschaft mit Sitz in Bangkok und Basis auf dem Flughafen Bangkok-Don Mueang.

## Geschichte
Thai Lion Air wurde 2013 gegründet. Sie ist eine 49-prozentige Tochtergesellschaft der indonesischen Lion Air.
Thai Lion Air ist seit März 2018 Erstbetreiber der umstrittenen Boeing 737 Max 8.

## Flugziele
Thai Lion Air bietet vorwiegend Inlandsverbindungen zwischen Bangkok und anderen thailändischen Flughäfen an. Außerdem werden Ziele in Südostasien angeflogen.
Eine Codeshare-Verbindung zwischen Bangkok und Kuala Lumpur wird von Malindo Air, ebenfalls einer Tochter der Lion Air, ausgeführt.

## Flotte

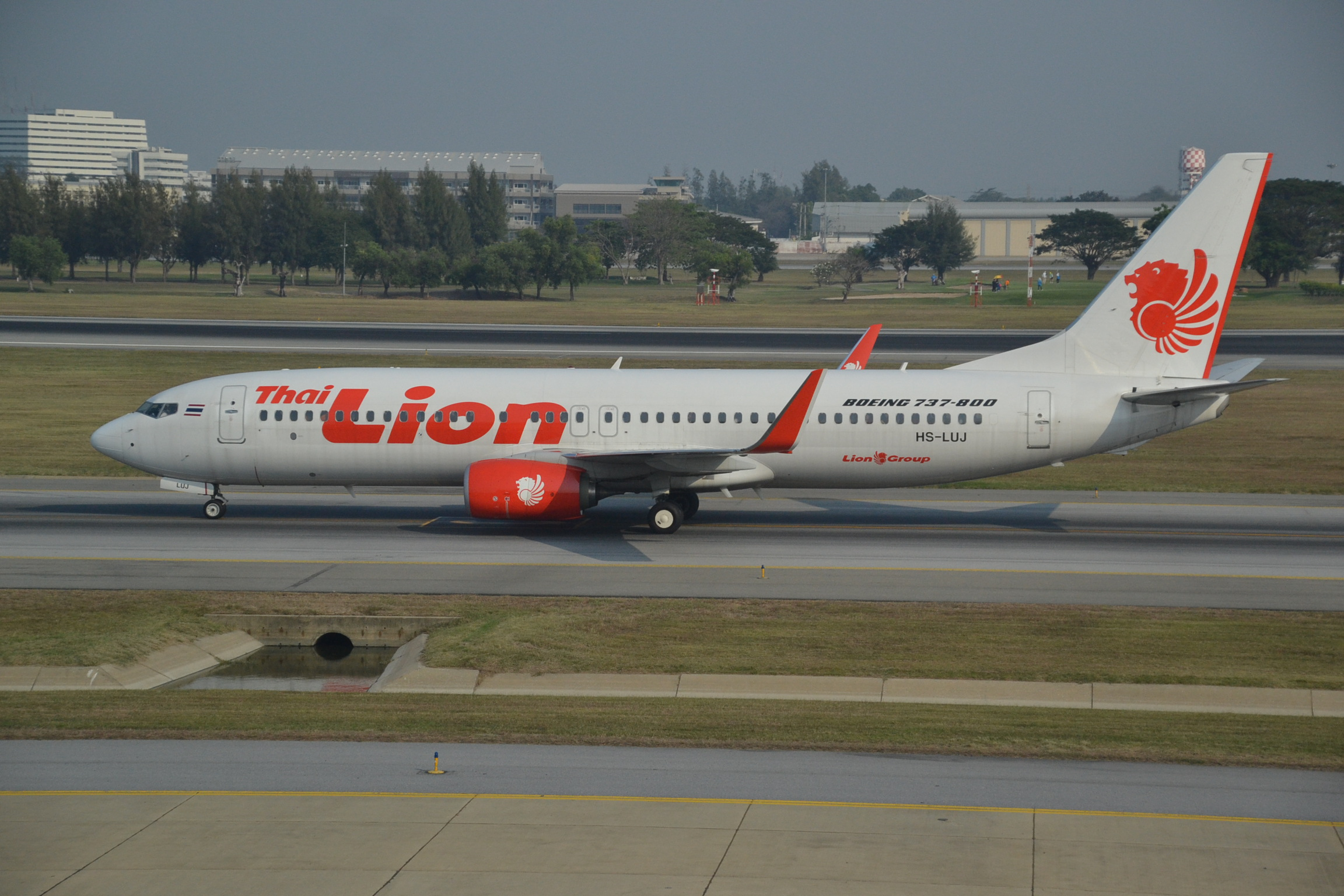
Boeing 737-800 der Thai Lion Air

Mit Stand Mai 2025 besteht die Flotte der Thai Lion Air aus 28 Flugzeugen mit einem Durchschnittsalter von 10,8 Jahren:
| Flugzeugtyp      | Anzahl | bestellt | Anmerkungen                             | Sitzplätze | Durchschnittsalter |
| ---------------- | ------ | -------- | --------------------------------------- | ---------- | ------------------ |
| Boeing 737-800   | 20     |          | zwei inaktiv; mit Winglets ausgestattet | 189        | 10,2 Jahre         |
| Boeing 737-900ER | 08     |          | mit Winglets ausgestattet               | 215        | 12,3 Jahre         |
| Gesamt           | 28     | –        |                                         |            | 10,8 Jahre         |

### Ehemalige Flugzeugtypen
- Airbus A330-300
- Airbus A330-900
- Boeing 737 MAX 9